# Parachirembia apicata
Parachirembia apicata är en insektsart som först beskrevs av Filippo Silvestri 1921.  Parachirembia apicata ingår i släktet Parachirembia och familjen Embiidae. Inga underarter finns listade i Catalogue of Life.